# Stereokotouček

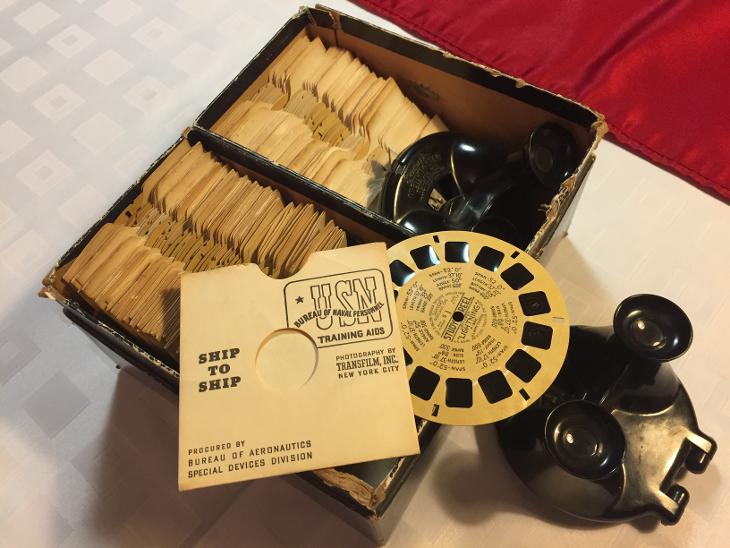
Letecký set View Master 1942

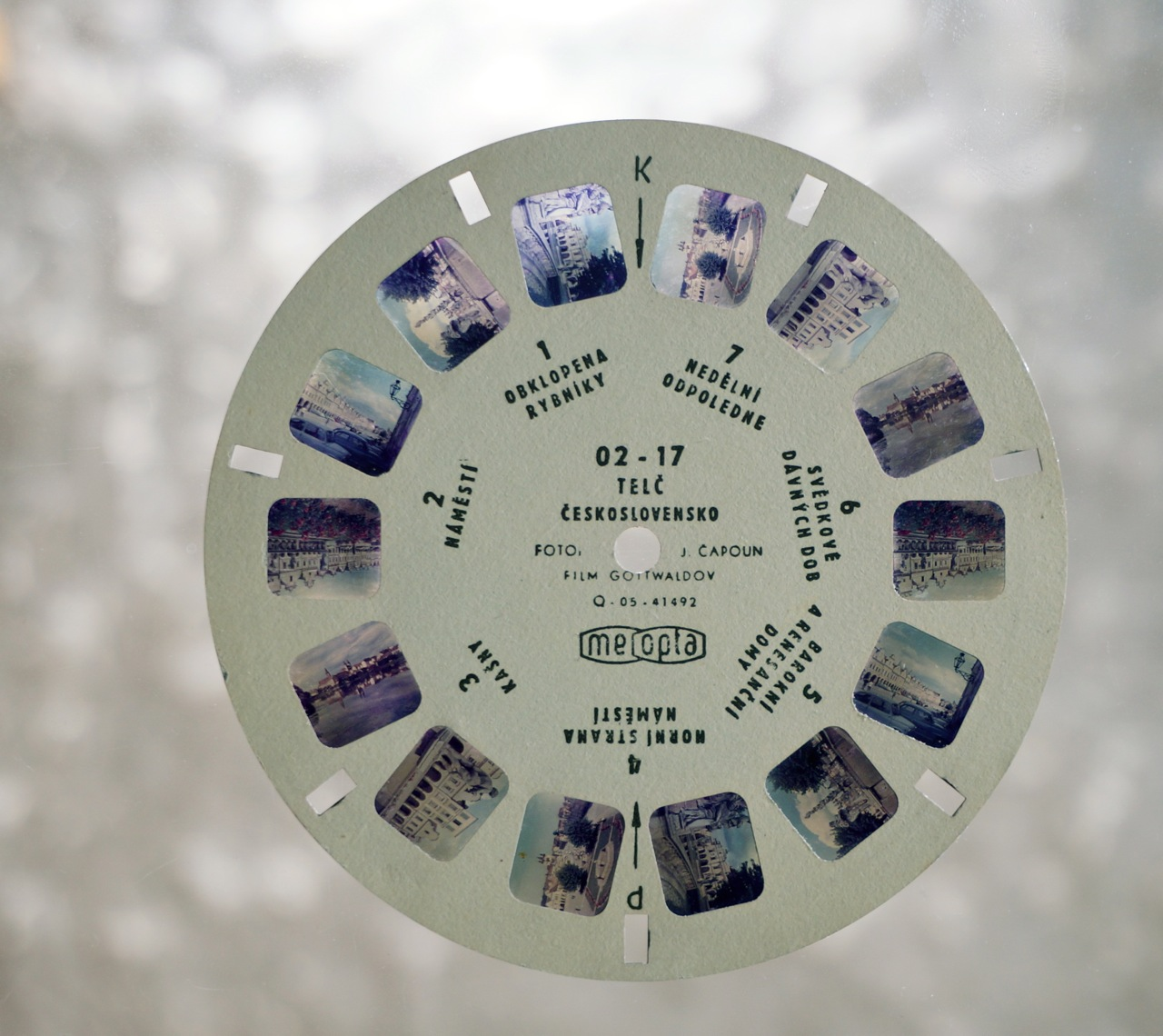
stereokotouček Meopta - Telč

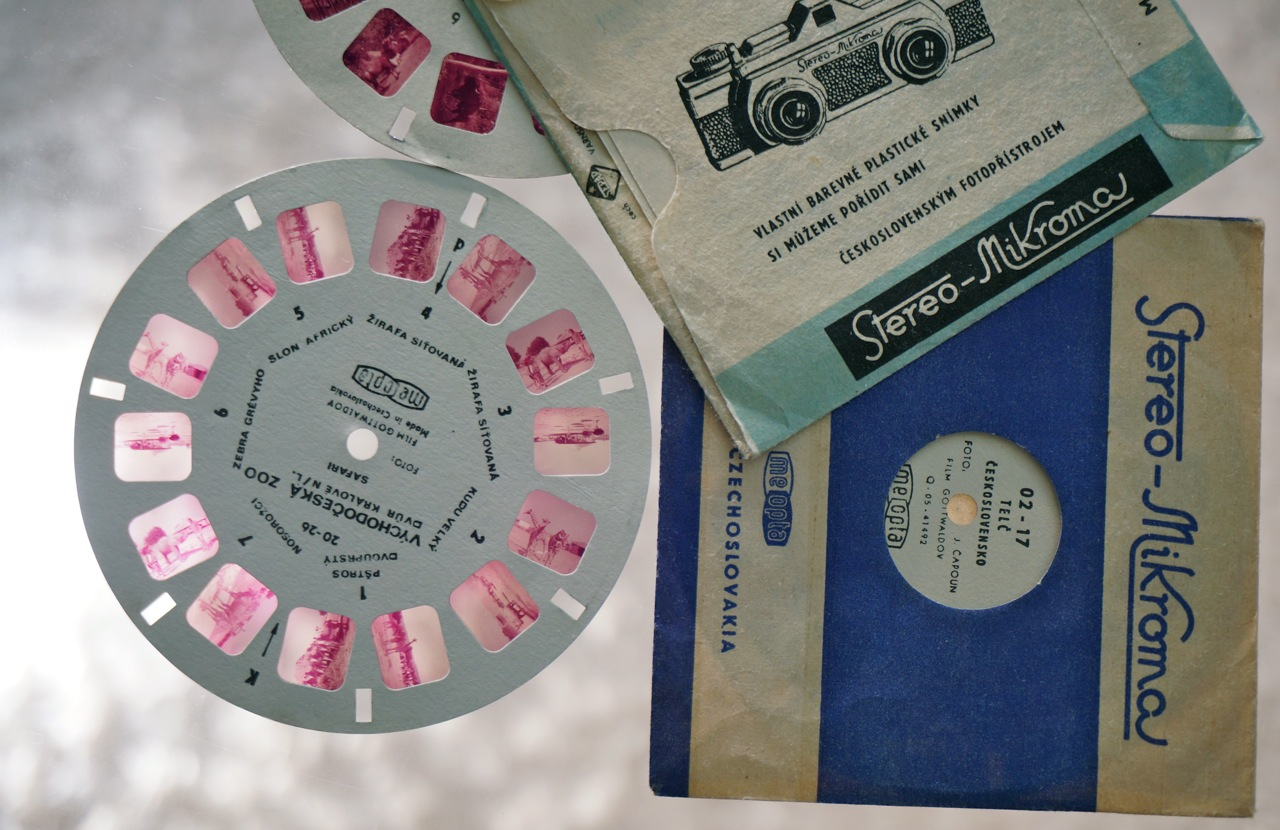
stereokotouček Meopta

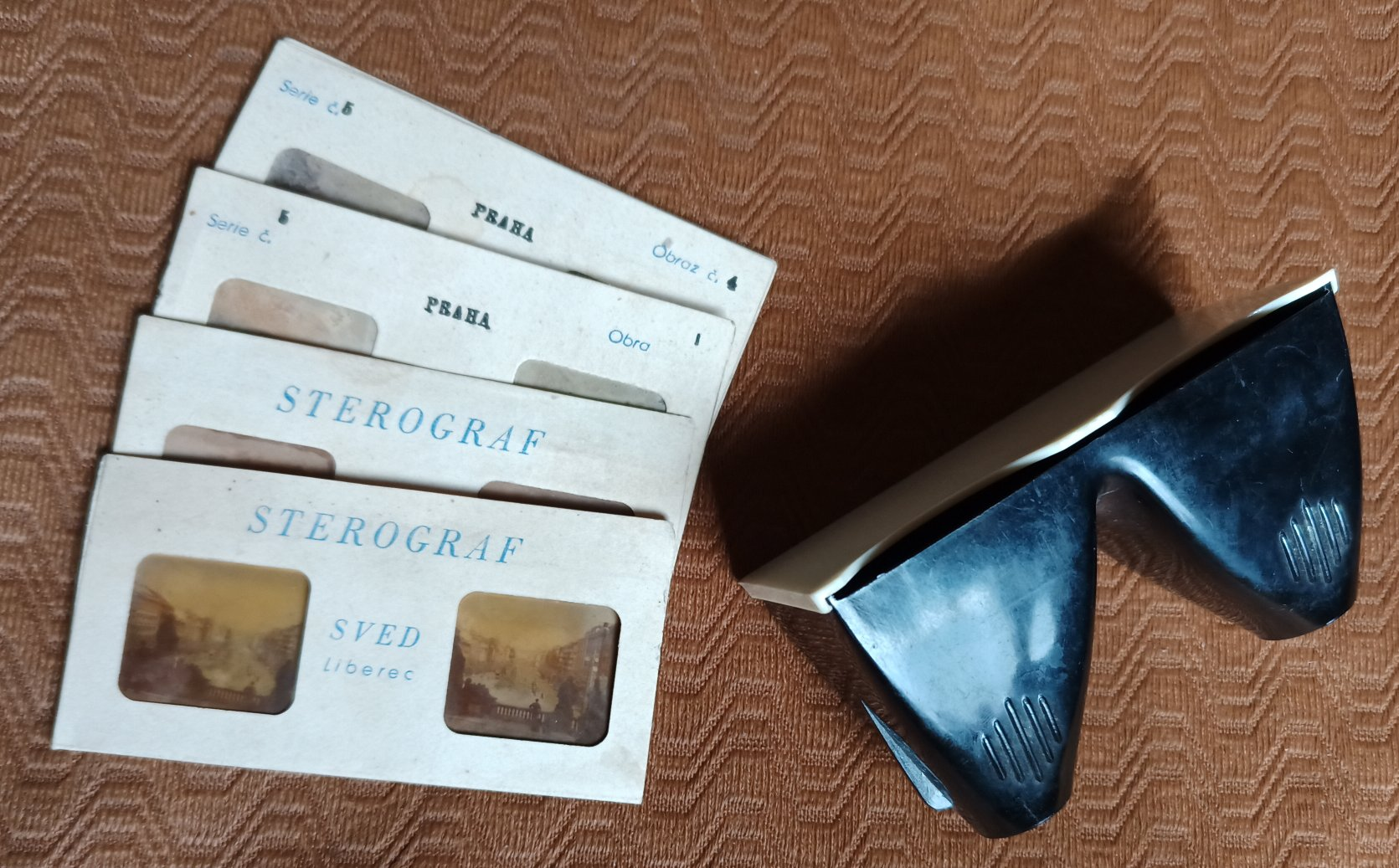
Sterograf z roku 1957, družstvo Sved Liberec

Stereokotouček je kovový nebo papírový kotouček, v němž je upevněno sedm stereoskopických dvojic transparentních obrázků (diapozitivů). Při prohlížení v kukátku systému View-Master vzniká prostorový vjem.

## Historie
Stereokotoučky vynalezl William Gruber společně s Haroldem Gravesem. Na trh je uvedla americká společnost Sawyer roku 1938 jako součást systému View-Master. Systém se skládal z fotoaparátu, speciální řezačky na film, kotoučků, kukátka a projektoru.
View-Master set z 2. světové války sloužil americkým válečným pilotům k identifikaci letadel. Na kotoučcích jsou fotografie přátelských i nepřátelských letadel, a to z nejrůznějších úhlů a pohledů. Každá tato sada obsahovala 2 x 50 kotoučků a 2 prohlížečky, to vše uloženo v krabici. Kotoučky jsou očíslovány S1 až S50, a T1 až T50.
Společnost se orientovala hlavně na zábavu pro děti. Vydávala stereokotoučky převážně s pohádkovými motivy.

## Výrobci
Kromě americké společnosti View-Master stereokotoučky je vyráběla v Itálii firma Rama, v současné době je vyrábí americká společnost Fresa Volante.

V ČSSR kovopodnik Kladno vyráběl kotoučky z lakovaného kovu s názvem "PLASTIKOLOR - KLAD" a 
firma Meopta, která vydala v 40 číslovaných sériích celkem 1310 kotoučků, včetně 9 s erotickou tematikou. Firma [Meopta] k prohlížení vyráběla stereoprohlížečky Meoskop I (1959) až Meoskop V (1981). Předchůdcem meoskopu byl sterograf (pro jednu dvojici obrázků), který vyrábělo výrobní družstvo Sved Liberec (založeno v roce 1946).
Moderní technologie umožňují též výrobu stereokotoučků digitální cestou, výsledkem je plastový kotouček s přímo natištěnými obrázky i popisy.